# Gonomyodes crickmeri
Gonomyodes crickmeri là một loài ruồi trong họ Limoniidae. Chúng phân bố ở miền Tân bắc.